# オキシダイズド・レイザー
オキシダイズド・レイザー (Oxidised Razor) は、1998年にメキシコで結成されたゴアグラインドバンド。

## ディスコグラフィ

### アルバム
- 2001年 - La Realidad Es Sangrienta
- 2003年 - ...Carne...Sangre...
- 2006年 - Los Vendedores De La Muerte

### スプリット
- 2003年 - Split with C.A.R.N.E.
- 2004年 - Split with Autophagia
- 2007年 - Split with Meatknife

### デモ
- 2000年 - Demo Rehearsal 1999 - 2000